# Penller Castell
Penller Castell är ett slott i Storbritannien.   Det ligger i kommunen Swansea och riksdelen Wales, i den södra delen av landet, 260 km väster om huvudstaden London. Penller Castell ligger 366 meter över havet.
Terrängen runt Penller Castell är kuperad åt sydost, men åt nordväst är den platt. Penller Castell ligger uppe på en höjd. Runt Penller Castell är det tätbefolkat, med 411 invånare per kvadratkilometer. Närmaste större samhälle är Swansea, 16,5 km söder om Penller Castell. Trakten runt Penller Castell består i huvudsak av gräsmarker.